# Wygoda (powiat tomaszowski)
Wygoda – wieś w Polsce położona w województwie łódzkim, w powiecie tomaszowskim, w gminie Ujazd. Miejscowość wchodzi w skład sołectwa Bielina.
W latach 1975–1998 miejscowość należała administracyjnie do województwa piotrkowskiego.
Przez miejscowość przepływa rzeczka Bielina, lewobrzeżny dopływ Wolbórki.